# ماركو ديمور
ماركو ديمور هو ممثل ومخرج إيطالي ولد في 12 يونيو 1981.

## روابط خارجية
ماركو ديمور على موقع IMDb (الإنجليزية)
- ماركو ديمور على موقع ميتاكريتيك (الإنجليزية)
- ماركو ديمور على موقع روتن توميتوز (الإنجليزية)
- ماركو ديمور على موقع ألو سيني (الفرنسية)
- ماركو ديمور على موقع أول موفي (الإنجليزية)
- ماركو ديمور على موقع قاعدة بيانات الفيلم (الإنجليزية)
- ماركو ديمور على موقع كينوبويسك (الروسية)
- ماركو ديمور على موقع كينوبويسك (الروسية)